# Чёрная война
Чёрная война (англ. Black War) — истребление британскими колонистами тасманийцев в Земле Ван-Димена (Тасмания) в первой половине XIX века.

## История
Вооружённый конфликт начался в мае 1804 года, когда вооружённый отряд колонистов открыл огонь по группе тасманийцев, охотившихся на местных животных. Последующее усиление колонизации острова привело к обострению отношений между чужеземцами и коренным населением, которое всё больше страдало от нехватки земель для охоты, использовавшихся колонистами под сельскохозяйственные угодья, а также еды. Так как тасманийцы не могли ответить силой и оружием на притеснения и убийства со стороны «белых поселенцев», то чаще всего они прибегали к тактике нападения на отдельных лиц или небольшие группы людей. К концу 1820-х годов конфликт получил название «Чёрная война» В ноябре 1828 года колонизаторам было официально разрешено убивать тасманийцев, а ещё через какое-то время за каждого убитого стало выдаваться вознаграждение.
Осенью 1830 года лейтенант-губернатором Джорджем Артуром было принято решение изолировать аборигенов в юго-восточной части острова Тасмания. Специально для этого было приказано всем годным колонистам мужского пола образовать живую цепь из людей (около 2000 человек), которая, двигаясь на юг в течение шести недель, должна была загнать островитян на два небольших полуострова в юго-восточной части Тасмании (эта цепь получила название «Чёрная линия» — англ. Black Line). Хотя эта «операция» закончилась полным фиаско (был схвачен всего один старик и один мальчик), организованность белых колонистов поразила воображение тасманийцев и они в конечном счете сдались.

«План, принятый в этом случае, — сообщает в своих записках побывавший в 1835 году на острове Чарльз Дарвин, — был похож на планы большой травли людей в Индии: поперек всего острова расположили линию войск, чтобы просто загнать всех туземцев на Тасманийский полуостров. Предприятие не удалось: туземцы, перевязав своих собак намордниками, прокрались ночью через цепь. Это неудивительно, если принять во внимание их способ ползания при ловле диких зверей: они ложатся на землю и их черные тела легко принять за земляные кочки… Но когда туземцы поняли, какой характер принимает война, они страшно испугались, потому что впервые вполне поняли и численность, и могущество белых… Деятельные увещевания г. Робинсона, который сам отважился посещать самые враждебные племена, заставили всех туземцев согласиться на сдачу. Тогда их перевезли на остров и там снабдили пищей и одеждой… Во время их переселения в 1835 году число их достигало до 210 человек. В 1842 году, по прошествии 7 лет, их было уже только 54…»
Большая часть выживших тасманийцев (около 200 человек) была в период между 1831 и 1835 годами переселена на остров Флиндерс в Бассовом проливе. Часть аборигенов ассимилировалась с европейскими колонистами в результате межнациональных браков.

## В искусстве
Жестокое отношение колонизаторов к тасманийским аборигенам нашло отражение в австралийском фильме 2018 года «Соловей», действие которого происходит в 1820-е годы.